# Investment grade
Gli investment grade sono indicatori della affidabilità di azioni o altri strumenti finanziari ritenuti degni di fede da investitori istituzionali. Sono identificabili attraverso il loro rating, in quanto, secondo le varie legislazioni nazionali, esiste un limite minimo di valutazione sotto il quale gli istituzionali non possono trattare.
Generalmente, nel caso delle azioni, sono compagnie che hanno buoni bilanci, capitalizzazione considerevole, e considerate tra le migliori nel loro settore.
Nel caso di reddito fisso, solitamente si considera come soglia limite inferiore il rating BBB.
Implicitamente, la classificazione di investment grade sottintende una qualità medio-alta dello strumento finanziario. 
Gli investment grade si configurano quindi come investimenti particolarmente sicuri e poco rischiosi. Essendo il rating una classificazione dinamica, l'insieme degli investment grade può modificarsi. Un titolo che scende nella valutazione si dice falling angel. 
Molti scandali finanziari (Enron, crac Parmalat, Tango bond) sono avvenuti quando i titoli, per varie ragioni, sono passati da un rating investment grade a default, in quanto non supportati dalle realtà contabili.